# Antocha capitella
Antocha capitella är en tvåvingeart som beskrevs av Alexander 1941. Antocha capitella ingår i släktet Antocha och familjen småharkrankar. Inga underarter finns listade i Catalogue of Life.